# Salicornia mucronata
Salicornia mucronata är en amarantväxtart som beskrevs av Jacob Bigelow. Salicornia mucronata ingår i släktet glasörter, och familjen amarantväxter. Inga underarter finns listade i Catalogue of Life.